# Rana pyrenaica
La rana dei Pirenei (Rana pyrenaica Serra-Cobo, 1993) è un anfibio anuro appartenente alla famiglia dei Ranidi.

## Descrizione
Il timpano di questa specie è piccolo e le pliche dorso-laterali meno pronunciate rispetto ad altre rane brune. Le parti superiori sono generalmente di colore brunastro, olivastro o bruno-grigiastro pallido e uniforme, a volte anche con macchie scure. Le parti inferiori sono biancastre e prive di macchie. Ha una lunghezza totale di 4-5 cm.

## Biologia
La rana dei Pirenei è una piccola rana bruna descritta di recente, nel 1993. Diffusa solo localmente sui Pirenei, è considerata una specie in via di estinzione. Si riproduce tra febbraio e marzo, con le femmine che depongono piccoli ammassi di 100-200 uova (queste relativamente grandi) attaccandoli sotto i sassi nel letto di ruscelli. Le larve sono nere, cosparse di fini puntini dorati.

## Distribuzione e habitat
La rana dei Pirenei è presente soltanto in pochi siti dei Pirenei centrali e occidentali, in Spagna (dal Parco Nazionale di Ordesa fino alla valle del Roncal, nella Navarra), e nella Foresta d'Iraty, poco più a nord-ovest, in Francia. Fortemente legata a corsi d'acqua su suoli calcarei, occupa per tutto l'anno ruscelli montani freschi e rocciosi, ma anche fossi e abbeveratoi per il bestiame con afflusso di acqua fresca, ad altitudini comprese tra 800 e 2100 m.